# Bethlehemkliniek

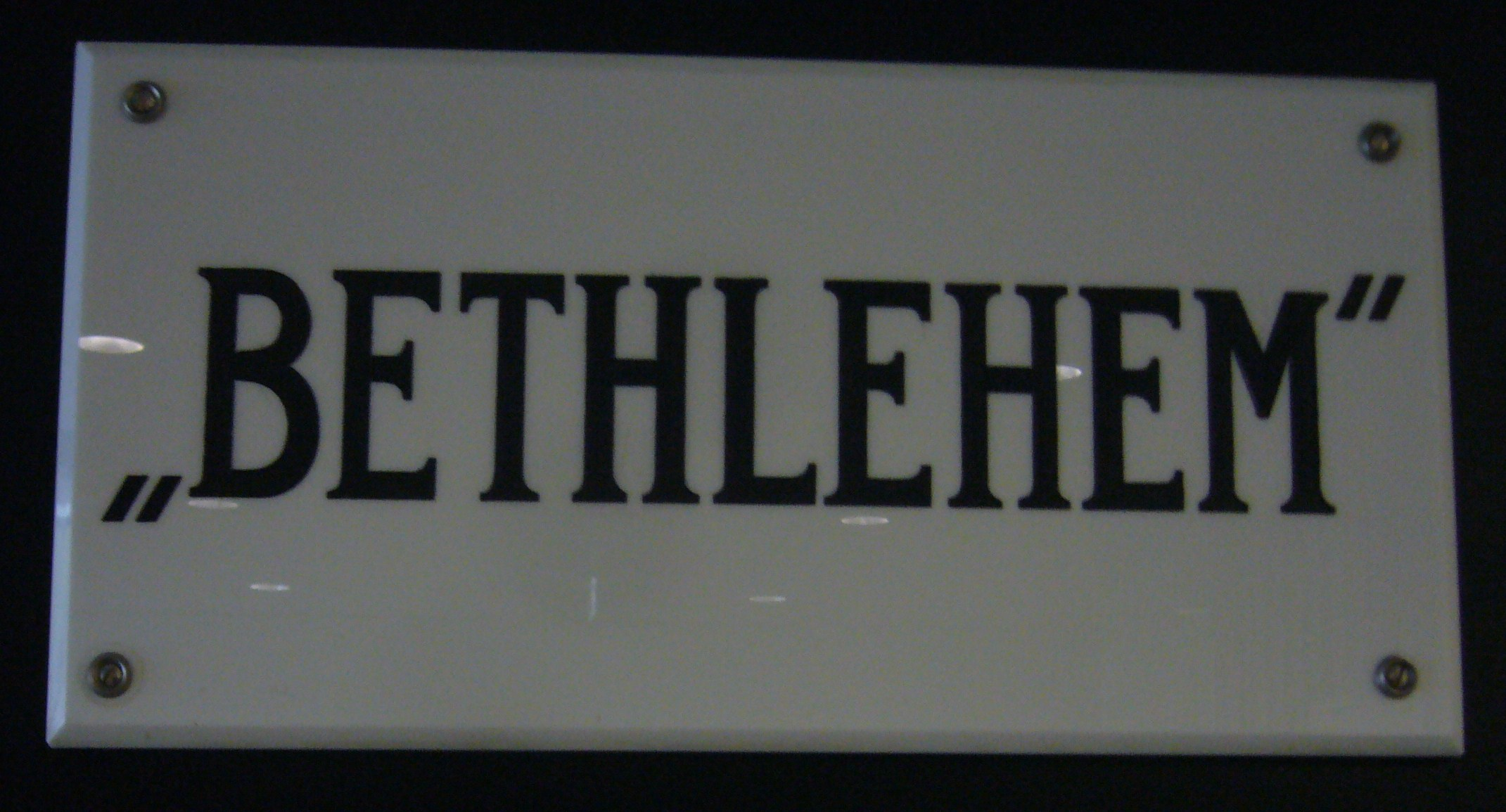
Naambordje van de voormalige kliniek

De Bethlehemkliniek was een rooms-katholieke kraamkliniek van 1923 tot 1965 aan de Prinsessegracht 8 in Den Haag. Het stond op het midden van de Prinsessegracht naast de Boskantkerk en op de hoek van de Casuariestraat stond nog een herenhuis, waar nu de achteringang is van het ministerie van Financiën. Het gebouw werd ontworpen door architect F.A.W. van der Togt.

## Verhuizen of opheffen
Het Paleis van Justitie dat zijn zetel had in een voormalig paleisje van Prins Frederik uit 1827, dat in 1900 door het Rijk was aangekocht, en dat naast de kliniek stond, op de hoek van het Korte Voorhout, werd vernield door het bombardement op het Bezuidenhout in 1945.
In de jaren vijftig ontstond het plan het gebouw van de kliniek te verkopen en slopen, zodat er voldoende ruimte zou vrijkomen om een nieuw ministerie te bouwen voor zowel justitie als financiën. De plannen stuitten op allerlei problemen, die niet snel opgelost werden. De minister van Financiën Hendrik Jan Hofstra van kabinet-Drees III, ging in 1954 akkoord eventueel nog twee jaar te wachten met de bouw van een nieuw ministerie totdat er een oplossing werd gevonden voor de kliniek.
Uiteindelijk werd het gebouw in de jaren zeventig opgeleverd en was alleen bestemd voor het ministerie van Financiën. Het achter de kliniek gelegen Huis van Bewaring werd in 1972 gesloten en gesloopt en in het bouwproject opgenomen.
In 1965 werden er nog kinderen geboren in de Bethlehemkliniek. Na de sluiting werden de klanten doorverwezen naar het Bethlehemziekenhuis.

## Geboren
- 1931: Catharina Irma Dessaur (pseudoniem Andreas Burnier), hoogleraar en schrijfster
- 1941: Kees van Kooten, cabaretier en schrijver
- 1943: Roel van Duijn, provo, kabouter, grondlegger van de groene beweging in Nederland en auteur
- 1948: Boudewijn Büch, dichter, schrijver en televisiepresentator
- 1953: Pierre Heijnen, wethouder van Den Haag, kamerlid voor de PvdA

## Babyverwisseling
In 1940 was er een baby waar twee moeders aanspraak op maakten. De vermoedelijke verwisseling had tijdens een luchtalarm plaatsgevonden in 1940, toen personeel en patiënten van de kraamafdeling naar de schuilkelder vluchtten. De voogdijkwestie werd behandeld door de president van de Haagse Rechtbank, Mr. A.S. Rueb die de baby toewees aan de familie Steinmetz.